# Coppa dei Balcani 1966-1967
La Coppa dei Balcani per club 1966-1967 è stata la quinta edizione della Coppa dei Balcani, la competizione per squadre di club della penisola balcanica e Turchia.
È stata vinta dai turchi del Fenerbahçe, al loro primo titolo.

## Squadre partecipanti
Bulgaria e Romania sono rappresentate da due squadre ciascuna, le altre da una soltanto. Le 8 squadre partecipanti vengono divise in due gironi. Il Rapid Bucarest, detentore della Coppa Balcani, non partecipa.
| Squadra          | Stagione 1965-66  |
| ---------------- | ----------------- |
| Partizani Tirana | 2º in Albania     |
| Lokomotiv Sofia  | 8º in Bulgaria    |
| Černo More Varna | 11º in Bulgaria   |
| AEK Atene        | 3º in Grecia      |
| Vardar           | 10º in Jugoslavia |
| Farul Costanza   | 9º in Romania     |
| UT Arad          | 10º in Romania    |
| Fenerbahçe       | 4º in Turchia     |

## Torneo

### Girone A
| Squadra          | Pti | G | V | N | P | GF | GS | QR    |
| ---------------- | --- | - | - | - | - | -- | -- | ----- |
| Fenerbahçe       | 8   | 6 | 4 | 0 | 2 | 10 | 6  | 1.667 |
| Partizani Tirana | 8   | 6 | 4 | 0 | 2 | 10 | 7  | 1.429 |
| Černo More Varna | 6   | 6 | 3 | 0 | 3 | 8  | 7  | 1.143 |
| UT Arad          | 2   | 6 | 1 | 0 | 5 | 4  | 12 | 0,333 |

|            | Fen | Par | Č.M | UTA |
| ---------- | --- | --- | --- | --- |
| Fenerbahçe |     | 3-2 | 3-0 | 3-1 |
| Partizani  | 2-0 |     | 2-0 | 2-0 |
| Černo More | 0-1 | 3-0 |     | 3-1 |
| UT Arad    | 1-0 | 1-2 | 0-2 |     |

#### Risultati
| Tirana giugno 1966 | Partizani Tirana | 2 – 0 | Černo More Varna | Stadiumi Dinamo |

| Varna 15 giugno 1966 | Černo More Varna | 3 – 1 | UT Arad | Stadio Tiča |

| Varna 29 giugno 1966 | Černo More Varna | 3 – 0 | Partizani Tirana | Stadio Tiča |

| Arad 4 luglio 1966 | UT Arad | 1 – 2 | Partizani Tirana | Stadionul Francisc von Neuman |

| Varna 5 ottobre 1966                          | Černo More Varna | 0 – 1       | Fenerbahçe | Stadio Tiča |
| \| \| \| \| \| \| Marcatori \| 61’ Açıkgöz \| |                  |             |            |             |
|                                               |                  |             |            |             |
|                                               | Marcatori        | 61’ Açıkgöz |            |             |

| Istanbul 26 ottobre 1966                                             | Fenerbahçe | 3 – 1      | UT Arad | Stadio Şükrü Saraçoğlu |
| \| \| \| \| \| Mumcuoğlu 30’, 37’, 63’ \| Marcatori \| 72’ Ţîrlea \| |            |            |         |                        |
|                                                                      |            |            |         |                        |
| Mumcuoğlu 30’, 37’, 63’                                              | Marcatori  | 72’ Ţîrlea |         |                        |

| Istanbul 2 novembre 1966                                           | Fenerbahçe | 3 – 0 | Černo More Varna | Stadio Şükrü Saraçoğlu |
| \| \| \| \| \| Altıparmak 8’, 71’ Mumcuoğlu 17’ \| Marcatori \| \| |            |       |                  |                        |
|                                                                    |            |       |                  |                        |
| Altıparmak 8’, 71’ Mumcuoğlu 17’                                   | Marcatori  |       |                  |                        |

| Tirana 3 dicembre 1966 | Partizani Tirana | 2 – 0 | UT Arad | Stadiumi Dinamo |

| Arad 19 marzo 1967 | UT Arad | 0 – 2 | Černo More Varna | Stadionul Francisc von Neuman |

| Arad 13 agosto 1967                           | UT Arad   | 1 – 0 | Fenerbahçe | Stadionul Francisc von Neuman |
| \| \| \| \| \| Lereter 75’ \| Marcatori \| \| |           |       |            |                               |
|                                               |           |       |            |                               |
| Lereter 75’                                   | Marcatori |       |            |                               |

| Tirana 26 agosto 1967                              | Partizani Tirana | 2 – 0 | Fenerbahçe | Stadiumi Dinamo |
| \| \| \| \| \| Tanalot 15’, 44’ \| Marcatori \| \| |                  |       |            |                 |
|                                                    |                  |       |            |                 |
| Tanalot 15’, 44’                                   | Marcatori        |       |            |                 |

| Istanbul 3 settembre 1967                                                               | Fenerbahçe | 3 – 2             | Partizani Tirana | Stadio Şükrü Saraçoğlu |
| \| \| \| \| \| Doğan 37’ Saner 76’ Çika 88’ (aut.) \| Marcatori \| 17’ Rudi 41’ Pano \| |            |                   |                  |                        |
|                                                                                         |            |                   |                  |                        |
| Doğan 37’ Saner 76’ Çika 88’ (aut.)                                                     | Marcatori  | 17’ Rudi 41’ Pano |                  |                        |

### Girone B
| Squadra         | Pti | G | V | N | P | GF | GS | QR    |
| --------------- | --- | - | - | - | - | -- | -- | ----- |
| AEK Atene       | 9   | 6 | 3 | 3 | 0 | 10 | 5  | 2.000 |
| Lokomotiv Sofia | 6   | 6 | 2 | 2 | 2 | 11 | 10 | 1.100 |
| Farul Costanza  | 5   | 6 | 2 | 1 | 3 | 8  | 14 | 0.571 |
| Vardar          | 4   | 6 | 1 | 2 | 3 | 6  | 6  | 1.000 |

|           | AEK | Lok | Far | Var |
| --------- | --- | --- | --- | --- |
| AEK       |     | 1-0 | 3-0 | 1-0 |
| Lokomotiv | 3-3 |     | 5-1 | 1-0 |
| Farul     | 1-1 | 4-1 |     | 2-0 |
| Vardar    | 1-1 | 1-1 | 4-0 |     |

#### Risultati
| Arbitro: | Vladimir Stanković (Jugoslavia) |

|                                        |           |                                               |
| Georgiev 27’ Mihajlov 77’ Debarski 78’ | Marcatori | 37’ Papaioannou 47’ Nikolaidis 71’ Karafeskos |

| Sofia aprile 1966 | Lokomotiv Sofia | 1 – 0 | Vardar | Stadio dell'Esercito Bulgaro |

| Arbitro: | Stelios Mavrogenis (Cipro) |

|                 |           |  |
| Papaioannou 68’ | Marcatori |  |

| Skopje 22 giugno 1966 | Vardar | 1 – 1 | Lokomotiv Sofia | Gradski stadion |

| Costanza 5 luglio 1966 | Farul Costanza | 4 – 1 | Lokomotiv Sofia | Stadio Farul |

| Costanza 2 novembre 1966 | Farul Costanza | 2 – 0 | Vardar | Stadio Farul |

| Skopje 16 novembre 1966 | Vardar | 4 – 0 | Farul Costanza | Gradski stadion |

| Atene 14 dicembre 1966                                             | AEK Atene | 3 – 0 referto | Farul Costanza | Nea Filadelfeia (5 000 spett.) |
| \| \| \| \| \| Pomonis 16’ Papaioannou 19’, 85’ \| Marcatori \| \| |           |               |                |                                |
|                                                                    |           |               |                |                                |
| Pomonis 16’ Papaioannou 19’, 85’                                   | Marcatori |               |                |                                |

| Sofia 29 marzo 1967 | Lokomotiv Sofia | 5 – 1 | Farul Costanza | Stadio dell'Esercito Bulgaro |

| Atene 19 aprile 1967 | AEK Atene                  | 1 – 0 referto | Vardar | Nea Filadelfeia (10 000 spett.)\| Arbitro: \| Andreas Kouniaidis (Cipro) \| |
| Arbitro:             | Andreas Kouniaidis (Cipro) |               |        |                                                                             |

| Skopje 5 settembre 1967 | Vardar | 1 – 1 referto | AEK Atene | Gradski stadion |

| Costanza 12 settembre 1967 | Farul Costanza | 1 – 1 referto | AEK Atene | Stadio Farul |

### Finale
| Squadra 1 | Totale | Squadra 2  | Gara 1 | Gara 2 | Gara 3 |
| --------- | ------ | ---------- | ------ | ------ | ------ |
| AEK Atene | 3–5    | Fenerbahçe | 2–1    | 0–1    | 1–3    |

| Arbitro: | Basov (Bulgaria) |

| |            | |
| Papaioannou 12’ Sofianidis 40’ (rig.) | Marcatori  | 14’ Soydan |
| Stelios Serafeidis Alekos Sofianidis Fotis Balopoulos Tasos Vasileiou Alekos Iordanou Stelios Skevofylax Giorgos Karafeskos Andreas Stamatiadis (73' Panagiotis Ventouris) Kostas Nikolaidis Mimis Papaioannou (60' Spyros Pomonis) Vagelis Mastrakoulis | Formazioni | Yavuz Şimşek Özcan Köksoy Numan Okumuş Selim Soydan Ercan Aktuna Özer Kanra Abdullah Çevrim (Birol Pekel) Şeref Has Nedim Doğan Fuat Saner Yaşar Mumcuoğlu |
| Jenő Csaknády | Allenatori | Ignace Molnar |

| Arbitro: | Božidar Botić (Jugoslavia) |

| |            | |
| Aktuna 45’ (rig.) | Marcatori  | |
| Yavuz Şimşek (Levent Engineri) Özcan Köksoy Numan Okumuş Selim Soydan Ercan Aktuna Yılmaz Şen Ogün Altıparmak Fuat Saner Nedim Doğan Can Bartu Yaşar Mumcuoğlu | Formazioni | Stelios Serafeidis Giorgos Kefalidis Fotis Balopoulos Tasos Vasileiou Alekos Iordanou Stelios Skevofylax (78' Nikos Stathopoulos) Giorgos Karafeskos Andreas Stamatiadis Kostas Nikolaidis Mimis Papaioannou Panagiotis Ventouris (70' Vagelis Mastrakoulis) |
| Ignace Molnar | Allenatori | Jenő Csaknády |

```
Il sorteggio per la sede dello spareggio è stato tenuto dal presidente della 
FIFA
 sir 
Stanley Rous
. La gara era programmata per l'aprile 1968 ma, a causa di motivi politici, è stata rinviata alla fine di maggio.
[
3
]
```

| Arbitro: | Teodor Bečirov (Bulgaria) |

| |            | |
| Altıparmak 2’, 70’ Şen 33’ | Marcatori  | 71’ Papaioannou |
| Yavuz Şimşek Şükrü Birant Levent Engineri Selim Soydan Ercan Aktuna Yılmaz Şen Ogün Altıparmak Nedim Doğan Abdullah Çevrim Ziya Şengül Yaşar Mumcuoğlu | Formazioni | Theodoros Maniateas (45' Stelios Serafeidis) Fragoudakis Tasos Vasileiou Fotis Balopoulos Alekos Iordanou (45' Giorgos Kefalidis) Giorgos Karafeskos Stelios Skevofylax (45' Nikos Stathopoulos) Andreas Stamatiadis Kostas Nikolaidis Spyros Pomonis Mimis Papaioannou |
| Ignace Molnar | Allenatori | Jenő Csaknády |